# HAPPY HARMONICS
『HAPPY HARMONICS』（ハッピー・ハーモニクス）は、野川さくらの6枚目のオリジナルアルバム。

## 解説
影山ヒロノブや桃井はるこ、志倉千代丸達のような従来より楽曲を提供しているメンバーに加え、同じ声優である國府田マリ子、さらにはR・O・Nや高橋竜といった全く新しい人間も製作に関わっている。
またオリジナルアルバムとしては、ランティスからエイベックスに移籍してからの発売となった。
初回限定盤のみ「Eternal Memory」「Party Play」「HAPPY HARMONICS」のPVとメイキング映像を収録したDVDが同梱されている。

## 収録内容

### CD
1. そよ風のロンド -10th Anniversary ver.-
作詞：野川さくら / 作曲：影山ヒロノブ / 編曲：大山曜
2. HAPPY HARMONICS
作詞・作曲・編曲：R・O・N
3. Last Stop
作詞・作曲：桃井はるこ / 編曲：Harady
4. Party Play
作詞・作曲：志倉千代丸 / 編曲：村上純
5. 夢いろ花・さくら
  - 作詞：國府田マリ子 / 作曲：dAicE / 編曲：渡辺徹
6. heavenly days
作詞・作曲：桃井はるこ / 編曲：Harady&Susan
7. 君はHERO
作詞：尾崎雪絵 / 作曲・編曲：小池雅也（4-EVER）
8. Eternal Memory
作詞：KOKOMI / 作曲：黒瀬圭亮 / 編曲：村上純
9. 塞塵のパンドラ
作詞・作曲：志倉千代丸 / 編曲：上野浩司
10. 今夜は☆SAKURA☆FEVER
作詞・作曲：桃井はるこ / 編曲：Harady
11. SAKURA AI REN
作詞・作曲：桃井はるこ / 編曲：Harady
12. いつかの坂道
作詞・作曲：高橋竜 / 編曲：森藤晶司

## DVD（初回限定盤のみ）
1. Eternal Memory PV
2. Party Play PV
3. HAPPY HARMONICS PV
4. HAPPY HARMONICS PVメイキング

## タイアップ
| 曲名           | タイアップ                                                                   |
| -------------- | ---------------------------------------------------------------------------- |
| Last Stop      | ドラマCD『新新宿駅企画課 あるぷすひろば』主題歌                              |
| Party Play     | テレビアニメ『アラド戦記〜スラップアップパーティー〜』前期オープニングテーマ |
| heavenly days  | テレビ番組『超!アニメ天国』主題歌                                            |
| 君はHERO       | ラジオ番組『野川さくら Ciao! Come Sta!』主題歌                               |
| Eternal Memory | ドラマCD『THOR CODE』オープニングテーマ                                      |
| 塞塵のパンドラ | テレビアニメ『アラド戦記〜スラップアップパーティー〜』後期オープニングテーマ |
| SAKURA AI REN  | ラジオ番組『野川さくらのマシュマロ♪たいむ』エンディングテーマ                |